# (760) Massinga
(760) Massinga ist ein Asteroid des Hauptgürtels, der am 8. September 1913 vom deutschen Astronomen Franz Kaiser in Heidelberg entdeckt wurde.
Benannt wurde der Asteroid nach dem deutschen Astronomen Adam Massinger, einem Kollegen des Entdeckers.
Weitere Bahnparameter sind:
- Länge des aufsteigenden Knotens: 331,876°
- Argument des Perihels: 200,969°